# Katherina Ushachov
Katherina Ushachov (geboren 1990 in Odessa, Sowjetunion) ist eine deutsche Schriftstellerin und Lektorin mit Wohnsitz in Österreich. Ihre Texte sind vorwiegend den Genres Fantasy oder Science-Fiction zuzuordnen.

## Leben
Geboren 1990 in Odessa in der damaligen Sowjetunion, kam Ushachov 1997 mit sechs Jahren nach Deutschland und besuchte die Grundschule in Chemnitz. Dort war sie auch in der jüdischen Gemeinde aktiv. 2009 machte sie Abitur und studierte anschließend in Mainz. Ihr Studium schloss sie mit Bachelor in Englisch und Philosophie und einem Master in Weltliteratur (insbesondere russischer Literatur und Buchwissenschaft) ab. Inzwischen lebt sie in Vorarlberg in Österreich.
Neben ihrer Arbeit als Schriftstellerin und freie Lektorin für Selfpublisher und Kleinverlage interessiert sie sich für Sprachen, Sprachkonstruktion und Conlang als Teil literarischer Weltkonstruktion. Unter dem Pseudonym Evanesca Feuerblut schreibt sie für Weltenschmiede, ein Blog über Weltenbau.
2009 veröffentlichte Ushachov ihren ersten Geschichtenband Licht und Schatten im Selfpublishing. Die Romane Zarin Saltan und der Der tote Prinz veröffentlichte sie als Mitglied der Autorinnengruppe Märchenspinnerei. Beide sind Adaptionen von Versmärchen von Puschkin, nämlich von Zar Saltan bzw. Das Märchen von der toten Prinzessin. Neben Romanen veröffentlichte sie auch mehrere Kurzgeschichten und Beiträge in Lyrikbänden.
Sie ist Mitglied im Nornennetz, einer Gruppe von Phantastik-Autorinnen.

## Bibliografie
Romane und Novellen
- Licht und Schatten. BoD, Norderstedt 2009, ISBN 978-3-8370-9357-5.
- Zarin Saltan : Band 8 der Märchenspinnerei. neobooks, München 2017, ISBN 978-3-7427-7565-8.
- mit Stefan Cernohuby: D9E – Der Loganische Krieg 7 : Gefangen im Dilemma. Wurdack Verlag, Nittendorf 2018, ISBN 978-3-95556-146-8.
- Stahllilie und der mechanische Löwe. Littera Magia, Vachendorf 2019, ISBN 978-3-96508-669-2.
- Der tote Prinz : Band 16 der Märchenspinnerei. Machandel-Verlag, Haselünne 2019, ISBN 978-3-95959-146-1.
- 2145 – Die Verfolgten. neobooks, München 2019, ISBN 978-3-7427-0975-2.

Kurzgeschichten (Auswahl)
- Hasenpfeffer. In: Claus Beese (Hrsg.): Ist ja tierisch : Tiergeschichten ; Tiergeschichten-Anthologie der Lagerfeuer-Autoren. Mohland, Goldebek 2014, ISBN 978-3-86675-220-7.
- Lore. In: Untot. Sperling Verlag, Schlüsselfeld 2015, ISBN 978-3-942104-32-6.
- Gespielinnen. In: Carmilla DeWinter (Hrsg.): Arbeitsbericht des Bundesamtes für magische Wesen: Migration, Heimat und Herkunft. BoD, Bordersetdt 2016, ISBN 978-3-8391-0380-7.
- Marie. In: Anja Bagus (Hrsg.): Ætherseelen. Edition Roter Drache, 2016, ISBN 978-3-946425-26-7.
- Ein Traum. In: Tinka Beere (Hrsg.): Gruselmeer – schaurig schöne Kurzgeschichten. epubli, Berlin 2017, ISBN 978-3-7450-3165-2.
- Eine Avocado für Aschenbrödel. In: Sylvia Rieß, Janna Ruth (Hrsg.): Es war einmal … … ganz anders. Machandel Verlag, 2017, ISBN 978-3-95959-075-4.
- Eine Kindheitserinnerung. In: Claus Beese (Hrsg.): Geschichten aus dem Leben: 34 Kurzgeschichten der Lagerfeuer-Autoren. Elea, Berlin 2018, ISBN 978-3-7467-3070-7.
- Heimweh. In: Das einsame Haus am grünen See. Ohneohren, 2018.
- Trostsuchende. In: Alexander Grun et al.: Hoffnungsschimmer – Facetten des Glücks: Anthologie zu Gunsten von Herzenswünsche e.V. Selbstverlag, 2018, ISBN 978-1-72908-280-5.
- Venanta. In: Rosa Leber, Marita Meißner-Claßen (Hrsg.): Undinenblut : Die Meerjungfrauen-Anthologie. Eldur Verlag, Aachen 2019, ISBN 978-3-937419-28-2.
- Entzug. In: Pia Eutener (Hrsg.): Winterzauber. Zeilengold, Stockach 2019, ISBN 978-3-946955-19-1.